# Séder de Pessa'h
Le séder de Pessa'h (hébreu : סדר פסח, ˈsedər ˈpesaχ ou ˈseɪdər ˈpajsəχ selon la prononciation ashkénaze, « ordonnancement de la pâque ») est un banquet rituel juif qui ouvre Pessa'h, la Pâque juive. Il se tient au soir du 15 nissan ainsi que le soir suivant dans la diaspora juive.
Élaboré après l'époque du Second Temple, il remplace l'offrande de l'agneau pascal, impraticable en l'absence d'un autel consacré, et prend la forme d'un symposion gréco-romain autour de la narration de la sortie d'Égypte (en) (la haggadah, qui donnera son nom au livret utilisé pour conduire le séder). Les rabbins y joignent diverses pratiques pour faire revivre la sortie d'Égypte à ses participants, et diverses coutumes pour stimuler l'intérêt des enfants et leur transmettre l'essence du judaïsme : c’est en ce soir que Dieu a rédimé le peuple d'Israël, honorant ainsi l'alliance qu'il a conclue avec ses patriarches, afin que les enfants d'Israël reçoivent et observent sa Loi.
Il a ensuite été enrobé de diverses coutumes babyloniennes, fait l'objet de diverses codifications au cours du Moyen Âge et a été enrichi de nombreux chants vers le XVIe siècle avant de connaître diverses réinterprétations et variations récentes.

## Le séder dans les sources juives

### Au temps de la Mishna
Le séder est décrit pour la première dans le dixième chapitre du traité Pessahim, compilé vers le IIe siècle : au soir de la Pâque, on s'abstient de manger dès l'après-midi pour se préparer au festin — il n'est cependant pas question du jeûne des premiers-nés, institué vers le VIIIe siècle, au 21e chapitre du traité Soferim (en) —, et même les Juifs les plus pauvres doivent être pourvus de quatre coupes de vin et manger en s'accoudant (he) (mishna Pessahim 10:1). Lorsqu'on lui verse la première coupe — comme c'est l'usage avant chaque repas —, le maître de maison récite la bénédiction sur le vin (he) puis sur le jour, selon l'opinion de la maison de Hillel (m. Pessahim 10:2). On apporte ensuite des herbes et il trempe dans la laitue, jusqu’à ce que l’on arrive aux apéritifs puis l'on amène la matsa (pain azyme), la laitue (qui fait office d'herbe amère), le harosset (une trempette pour l'herbe amère) et deux plats (m. Pessahim 10:3), représentant pour le premier l'offrande pascale et pour le second l'offrande festive (he) qui ne peuvent plus être offerts depuis la destruction du deuxième temple de Jérusalem. 
C'est lorsqu'on verse la deuxième coupe, que l'enfant — passablement intrigué par ces modifications apportées au repas —, doit interroger son père et s'il n'en a pas la présence d'esprit, c'est le père qui l'instruit en quoi cette nuit diffère des autres nuits — afin de célébrer la sortie d'Égypte ; en fonction du niveau de son fils, le père l'instruit, « commençant par la disgrâce et finissant par la louange, commentant “Un Araméen errant fut mon père” (Dt 26,5–10) jusqu'à la fin de la section » (m. Pessahim 10:4) car elle et ses commentaires encapsulent ce qu'il convient de faire savoir à l'enfant hébreu. Rabban Gamliel — qui craint l'oubli du rite pascal qui se pratiquait dans l'enceinte du temple de Jérusalem — est cependant d'avis qu'on ne peut s'acquitter de ce devoir (he) sans rappeler les trois symboles de la fête qui sont pessa'h, matsa oumaror (la pâque c.-à-d. l'agneau pascal, l'azyme et l'herbe amère) : pessa'h « parce que le Lieu est passé (passa'h) au-dessus des maisons de nos pères en Égypte » lors de la plaie des nouveau-nés (he), matsa « parce qu'ils ont été rédimés en Égypte », maror « parce que les Égyptiens ont aigri (mererou) la vie de nos pères en Égypte ». En effet, « à chaque génération et génération, l'on doit se voir comme si l'on était sorti [soi-même] d'Égypte, ainsi qu'il est dit “Tu raconteras en ce jour à ton fils ainsi : c'est à cause de ce (baʿavour zè) que Dieu a fait pour moi lorsque je sortis d'Égypte” (Ex 13,8), » et c'est pourquoi l'on doit le remercier et chanter ses louanges, par le Hallel (m. Pessahim 10:5). On s'interrompt après le second de ses psaumes et l'on intercale une bénédiction de louange (he) sur la rédemption (m. Pessahim 10:6) avant de passer au repas. 
Celui-ci terminé, on lui verse une troisième coupe sur laquelle il bénit (he) le repas et une quatrième sur laquelle il achève le Hallel et dit la bénédiction sur le chant (he) ; entre ces deux coupes, il ne boit pas (m. Pessahim 10:7), et « l'on n'ajoute pas après la pâque d'afikoman ». Comme la pâque souille les mains après minuit, le repas doit être terminé auparavant, pour autant que les convives soient éveillés ou somnolents tout au plus (m. Pessahim 10:8-9). 
Établissant un rituel destiné à perpétuer autant que possible la pratique biblique en l'absence de temple, les rabbins n'y ont pas introduit la boisson — qui donne au banquet des airs de symposion, et explique diverses mœurs dont les hors-d'œuvres de légumes et le trempage dans les sauces — ni les louanges, attestées dès le IIe siècle av. J.-C. dans le Livre des Jubilés puis les écrits de Philon d'Alexandrie et ceux de Flavius Josèphe. Ce sont eux, cependant, qui prescrivent au moins quatre coupes, l'accoudement (he) lorsqu'on les boit et, surtout, le récit de la sortie d'Égypte (he) qu'on justifie (he) par divers versets bibliques. 

### Dans les Talmuds
(avril 2011).

## Le rituel du Séder

### L'ordre

#### Programme du Séder
La Haggada indique la procédure à suivre pour la soirée qui consiste en 15 étapes :

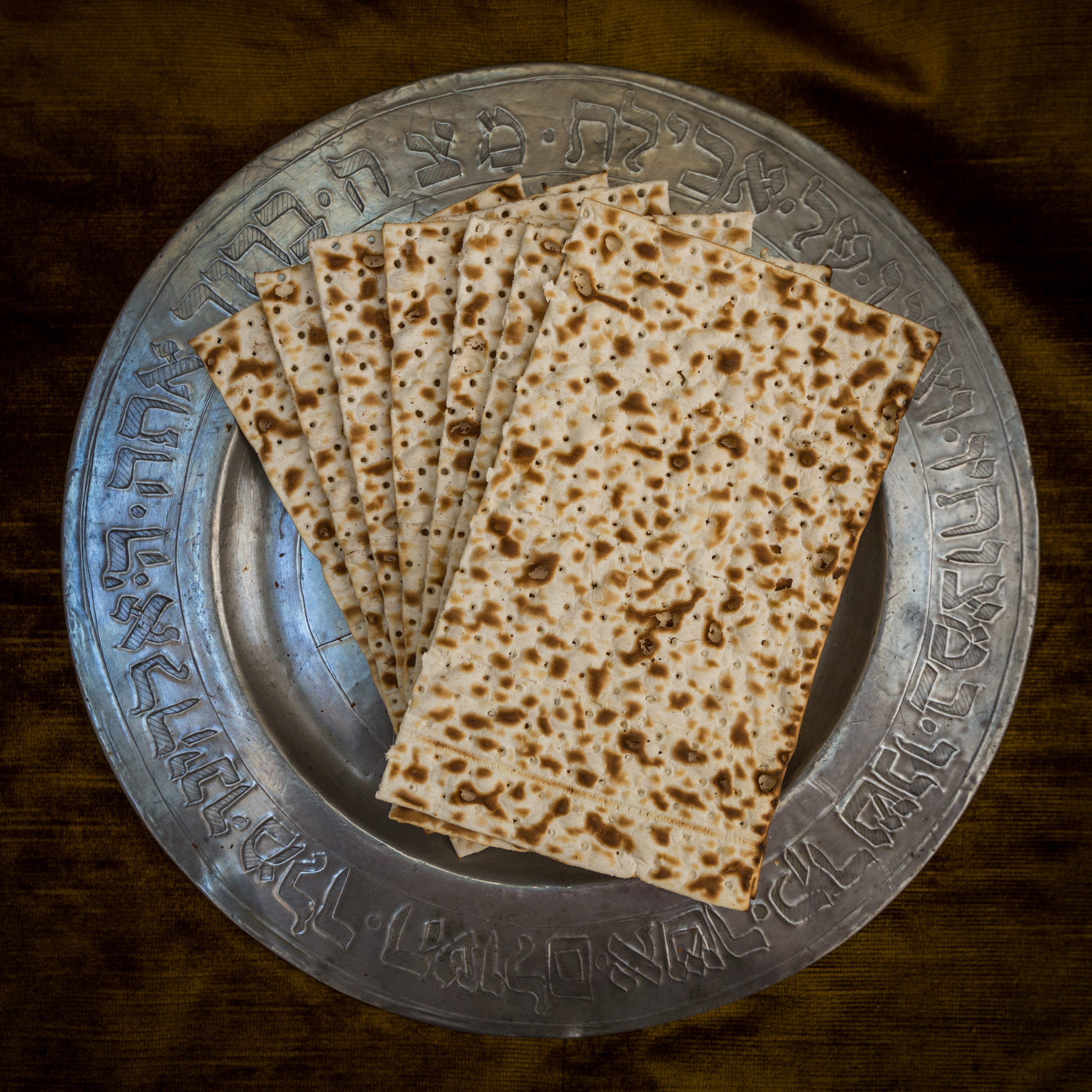
Matzot sur un plat ancien avec, inscrite sur le marli, la bénédiction
he ʿal ʾakhilat maṣṣā (« [… qui nous as prescrit] la consommation d’azyme »).

1. Qaddesh קדש : on récite la bénédiction du Kiddoush autour de la première coupe de vin (ou de jus de raisin) ;
2. Our'haṣ ורחץ : tous se lavent les mains, sans bénédiction, avant de manger le Karpass trempé dans l'eau, car on fait la nétylla (prière sur le lavage des mains) sans bénédiction avant de manger des aliments trempés dans des liquides. Il existe un signe pour se rappeler ces liquides : yad chah'at dam - יד שחט דם ; ce sont les initiales de יין-vin, דם-sang, שמן-huile, חלב-lait, טל-rosée, דבש-miel, מים-eau ;
3. Karpass כרפס : les convives mangent du persil, ou du cerfeuil, ou du céleri feuille ou un autre légume (pomme de terre, radis, etc.) trempé dans de l'eau salée ;
4. Ya'haṣ יחץ : on casse en deux parties la matza du milieu et on garde la plus grande partie comme Afiqoman pour la fin du repas ;
5. Magguid מגיד : récit de l'histoire de l'Exode. Le plus jeune convive montre son intérêt en posant quatre questions traditionnelles (ma nishtana) ; on boit la seconde coupe de vin (ou de jus de raisin) ;
6. Ra'hṣā רחצה : tous les convives procèdent à netyllat yadayim (l'ablution des mains) avec bénédiction ;
7. Moṣi מוציא : On récite la bénédiction המוציא לחם מן הארץ sur les trois maṣṣoth (la moitié entre les deux entières) ;
8. Maṣṣā מצה : puis on lâche la maṣṣa inférieure et on récite la bénédiction על אכילת מצה ;
9. Maror מרור : on mange les herbes amères (Laitue romaine ou endive ou raifort, etc.) trempées légèrement dans le 'harosseth ;
10. Korekh כורך : on déguste la maṣṣa et les herbes amères ensemble, selon la coutume de Hillel l'Ancien ;
11. Choul'han ʿOrekh שולחן עורך : la table servie, les convives mangent le repas du soir ;
12. Ṣafoun צפון : on mange l'Afiqoman pour marquer la fin du dîner ;
13. Barekh ברך : bénédictions qui suivent le repas et troisième coupe de vin (ou de jus de raisin) ;
14. Hallel הלל : lecture du Hallel, louanges lues traditionnellement lors des fêtes, et quatrième coupe de vin (ou de jus de raisin) ;
15. Nirṣā נירצה : conclusion du Seder autour de chants symboliques.

Durant le Seder, les Juifs se remémorent le passage de leurs ancêtres de l’esclavage à la liberté. Passa'h signifie « passage » :
- passage de l’ange de la mort par-dessus les maisons des enfants d’Israël (donc passage de la mort à la vie) ;
- passage de l’esclavage à la liberté ;
- passage à travers la Mer rouge ;
- passage du Jourdain et entrée en Canaan, terre promise ;
- passage de l’inexistence d’Israël à sa constitution en un peuple ;
- passage de l’hiver au printemps.

#### Symbolisme du Séder
Comme c’est surtout le mémorial d'un passage de l’esclavage à la liberté, c’est aussi une recherche de liberté individuelle, à travers les 15 étapes du Sedēr. Il est important de préciser que le Sedēr correspond aux miṣwoth (les Commandements et le Décalogue).

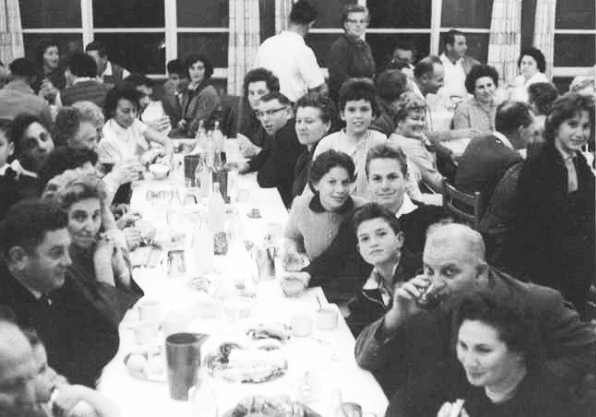
Un séder de Pessa'h dans un kibboutz des années 1950

1. Un séder de Pessa'h dans un kibboutz des années 1950En premier, c’est le Qiddoush (ou Kiddoush), qui veut dire « spécial, sanctification » Les Juifs doivent se rendre compte que chacun d’eux est unique (pendant qu’on récite le Qiddoush). Chacun entame son voyage vers la liberté individuelle, en se posant des questions comme : De quoi l'humanité a-t-elle le plus besoin? En quoi puis-je contribuer de manière profonde à protéger et à alimenter le monde ? Et... que vais-je faire à ce sujet ?
2. Les convives boivent la première coupe de vin.
3. Après, tout le monde se lave les mains, sans bénédiction.
4. En troisième, les convives prennent une herbe ou un légume et bénissent Dieu d’avoir créé les fruits de la terre. Il faut être reconnaissant[3]. Pour que ce légume parvienne à la table, il a dû être planté, récolté, emballé, transporté, déchargé, déballé, disposé sur l'étal et enregistré par un caissier - avant même qu’on puisse l'amener à la maison. C’est le moment où il faut réaliser que si tout le monde était content de tout ce qu’il a, il dirait : « La vie est un cadeau merveilleux ! ». Le persil ou cerfeuil trempé dans l'eau salée rappelle les larmes versées par les Hébreux en esclavage.
5. La quatrième étape, c’est de briser la maṣṣa du milieu. Pour le rituel du Séder, on a disposé l'un au-dessus de l'autre trois pains ronds sans levain, c’est pourquoi on précise « la massa du milieu ». Le maître de table la brise en deux part inégales, dont la plus grande, l'Afiqoman, sera consommée à la fin du repas. Si on la brise maintenant, c’est que, pour trouver la liberté, il faut savoir prévoir l’avenir, anticiper le futur. Voici venu le moment de raconter la sortie d’Égypte, l’exode, en lisant la Haggada. Pour ce faire, on reste éveillé durant une bonne partie de la nuit.
6. On boit la 2e coupe de vin.
7. Tout le monde se lave les mains, cette fois avec la bénédiction.
8. On bénit la matza et on la consomme. La matza, ce pain azyme, cuit rapidement, de sorte qu’il n’a pas levé, représente la rapidité avec laquelle les Hébreux sont partis d’Égypte, en se dépêchant de faire cuire leur pain sans attendre qu'il ait levé.
9. Durant cette étape, on mange des « herbes amères » (maror) pour se rappeler toutes les difficultés que les Hébreux ont traversées, avec l’amertume qui s’ensuivait. Les Juifs se rappellent alors que Dieu ne les a pas abandonnés, même dans les moments difficiles.Seder de Juifs portugais, 1733-1739.

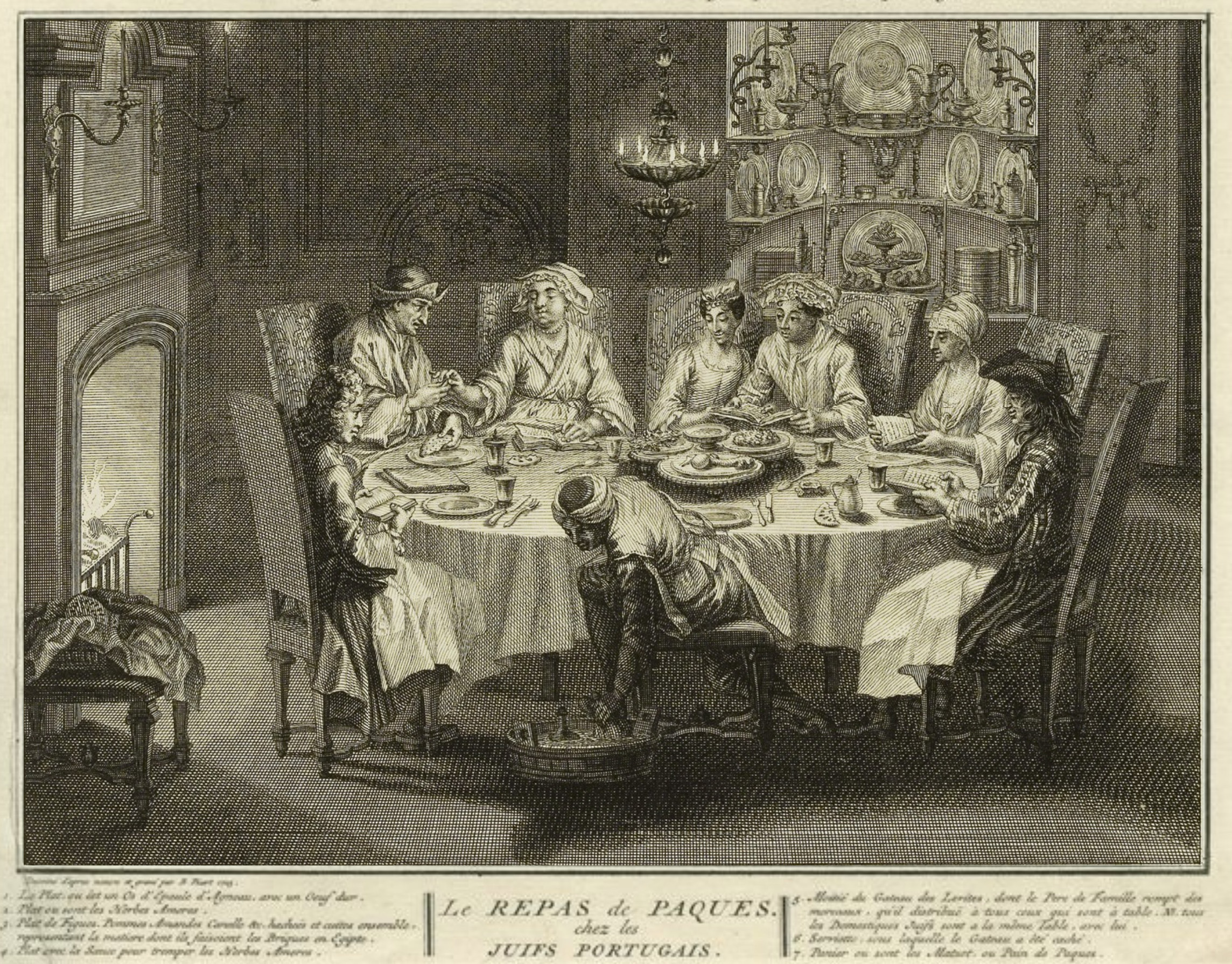
Seder de Juifs portugais, 1733-1739.

10. Durant la 10e étape, les convives mangent le korekh, ce sandwich fait avec la matza , des  herbes amères, et du harosseth. La matza brisée et reconstituée dans le sandwich, « sandwich fait de brique et de mortier », cela représente le peuple juif, qui est toujours resté uni.
11. La nuit du Séder, les Juifs consomment un repas de fête pour se rappeler que la vraie liberté est la capacité de sanctifier la vie. Contrairement à d'autres religions, le judaïsme n’impose pas de grandes contraintes physiques[4]. Selon les Juifs, si Dieu a créé une telle panoplie de textures et d’arômes, c’est parce qu’il veut que ses créatures ressentent du plaisir[3].
12. Le dernier aliment que les convives mangent, c’est l’Afiqoman (le morceau de maṣṣa mis de côté, en guise de dessert). Ils le mangent non pas par faim, mais en souvenir du Qorban-Pessa'h (Sacrifice pascal) que Dieu avait ordonné[5] et qui ne peut plus être pratiqué depuis la destruction du Temple. Le plaisir physique, bien qu'il fasse partie intégrante de leur vie[3], doit parfois céder la place à une valeur suprême, au spirituel. De plus, le pain azyme représentant la liberté, le repas se termine avec le goût de la liberté dans la bouche.
13. La 13e étape est variée : d’abord, les Juifs se rappellent qu’il faut faire ce qui est juste, même si ce n’est pas dans l’idée populaire. Ensuite, ils récitent le Birkat Hamazone, la bénédiction de la fin du repas.
14. C’est aussi le moment où est bue la 3e coupe de vin.
15. Puis vient le Hallel. On reconnaît le mot dans Halelujah ( הללויה ) parce qu’Hallel signifie « louange ». Les juifs chantent des psaumes, crient et expriment leur joie d’être délivrés.
16. On consomme aussi la quatrième et dernière coupe de vin.
17. Le Sedēr se conclut par des chants. Tous les Juifs se souhaitent aussi de fêter le prochain Sedēr à Jérusalem. (LeShana habba'a biroushalaïm : L'An Prochain à Jérusalem).

### Les traditions

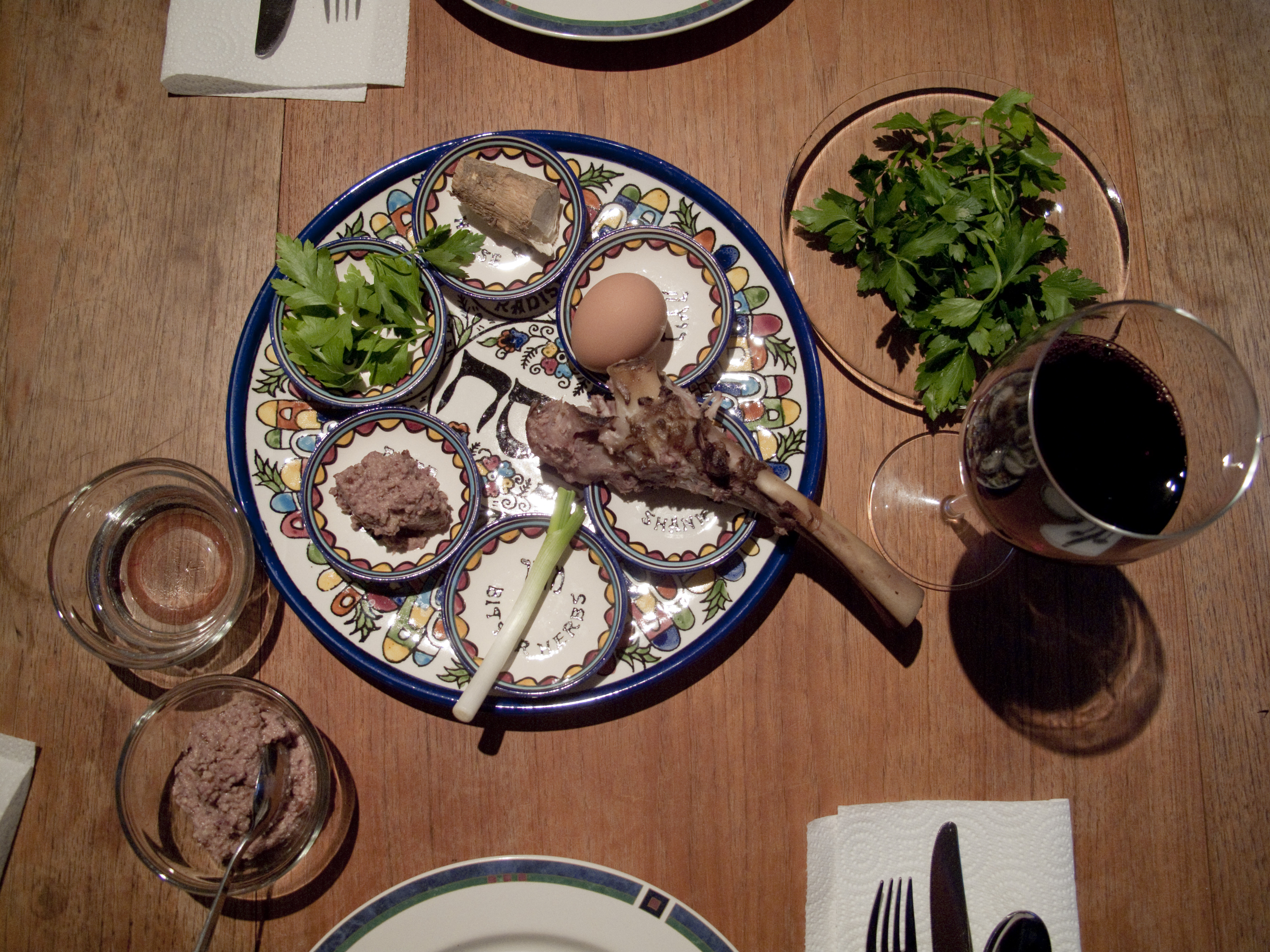
Plat et mets du Seder de Pessah sur une vaisselle israélienne

Dans la tradition ashkénaze, l'Afiqoman est caché au début du repas et les enfants doivent le chercher à la fin du repas.
Lors de la lecture des dix plaies d'Égypte, on verse du vin ainsi que de l'eau dans un récipient pour chaque plaie dont les Juifs souhaitent être préservés.
Certains ont l'habitude de remplir une cinquième coupe de vin en l'honneur du prophète Eliyahou.
Dans ce cas, elle sera remplie avant le Hallel dans un verre à part. On commence le Hallel, puis on en répartit le contenu entre les convives pour ce qui sera la quatrième coupe, en complétant si nécessaire[réf. nécessaire].

## Dans la culture
L'artiste québécois SoCalled a réalisé en 2005 un album intitulé The So Called Seder : A Hip Hop Haggadah dont les pistes reprennent l'ordre traditionnel de la Haggadah en samplant des extraits de musique traditionnelle.